# Listă de filme românești/P
Aceasta este o listă de filme românești (artistice, de animație și documentare) care încep cu litera P:

## a
- Pagini de istorie (1976)
- Pagini de vitejie (1959)
- Papesa Ioana (film) en:Pope Joan (1972 film) film britanic cu Margareta Pogonat
- Pantalonașii se poartă uscați (1957)
- Pantoful Cenușăresei (1969)
- Parada Paramount (1930)
- Paradisul (1967)
- Paradisul în direct (1997)
- Parallels (1964)
- Parașutiștii (1972)
- Partea ta de vină (1963)
- Partidul, inima țării (1981)
- Partidul, patria, poporul (1986)
- Pas în doi (1985)
- Pasărea furtunii (1957)
- Pasărea scufundată (1972)
- Pasiuni (1966)
- Pași spre lună (1963)
- Patima regizat de George Cornea
- Patima de sub ulmi (Teatru TV)
- Patru pitici (1967)
- Patru zile dintr-un an (1970)
- Patul conjugal (1993)
- Patul lui Procust (2001)

## ă
- Păcală (1974)
- Păcală amorezat (1924)
- Păcală se întoarce (2006)
- Păcală și Tândală (1925)
- Păcală și Tândală la București (1926)
- Păcală în Lună (1920)
- Păcat (film) (1924)
- Pădurea de fagi (film) (1986)
- Pădurea nebună (1982)
- Pădurea pierdută (1971)
- Pădurea spânzuraților (film) (1964)
- Pădurea îndrăgostiților (1946)
- Pădureanca (1987)
- Pădurile (1950)
- Păienjeniș (Film TV)
- Pălăria (film) (1998) (Teatru)
- Pământ, oameni și apă (1954)
- Pământul oamenilor (1967)
- Păpușa (1911)
- Păsări din cele patru puncte cardinale (1971)
- Păsări și pescari (1971)
- Păstrează-mă doar pentru tine (1987)
- Pățaniile lui Duluș și Lăbuș (1962)

## â
- Pâinea noastră (1968)

## e
- Pe aici nu se trece, regia Doru Năstase
- Pe drumul libertății (1954)
- Pe drumurile Thaliei (1964)
- Pe firul apei (1978)
- Pe malul stâng al Dunării albastre (1983)
- Pe muntele Retezat (1956)
- Pe picior de plai (1969)
- Pe răspunderea mea (1956)
- Pe un perete (1969)
- Pe urmele lui 1907 (1957)
- Pe urmele unui film dispărut (1968)
- Pe valurile fericirii (1920)
- Pehlivanii (2002)
- Pentru că se iubesc (1972)
- Pentru pace și prietenie (1954)
- Pentru patrie (1977)
- Pepe & Fifi (1994)
- Percutes, Les (2002)
- Periferic (2011)
- Peripetiile unui om de afaceri (1983) (Teatru Tv)
- Peripețiile călătoriei lui Rigadin de la Paris la București (1924)
- Persii (2004) (Teatru TV)
- Pescărușul (film) (1974) (Teatru)
- Pescuit sportiv (film) (2009)
- Peste dealuri și coline (1964)
- Peste mări și țări (1921)
- Petec de hârtie, Un (1963)
- Petic de cer, Un (1984)
- Petrică și încă cineva (1964)
- Petrolul (film) (1949)

## h
- Phantom Town (1999) (V)

## i
- Piața Universității - România (1991)
- Pica para malaiata (1975)
- Picatura (1966)
- Piciu (1985)
- Pietonul (1961)
- Pilafuri si parfumuri de magar (2001) (Teatru)
- Pilule I (1966)
- Pilule II (1967)
- Pintea (1976)
- Pirații din Pacific (1975)
- Pisica de mare (1963)
- Piticul Cipi (1972)
- Piticul din gradina de vara (1971) (TV)

## l
- Planeta surprizelor (1971)
- Planșa (2013)
- Plante acvatice (1971)
- Plasma (1965)
- Plecarea Vlasinilor (1982)
- Plot of Road, A (1968)

## o
- Poiana boilor (2005) (Teatru)
- Point d-interrogation (1975) (TV)
- Poker (film)(2010)
- Politețe (film) (1966)
- Politica și... delicatese (1963) (Scurt metraj)
- Politica... Moda... Finanțe... Import... Export... (1926)
- Polițist adjectiv (2009)
- Polul Sud (film) (1993)
- Popas în tabăra de vară (1958)
- Popescu 10 în control (1955)
- Poporul român în lupta pentru democrație (1946)
- Porțile albastre ale orașului (1973)
- Porțile dimineții (1980)
- Porto-Franco (1961)
- Portrait of Cowardice (1968)
- Portretul unei generații (1980)
- Portretul unui necunoscut (1960)
- Portretul luptătorului la tinerețe (2010)
- Post restant (1961)
- Pot ș-așa ceva (2007)
- Povara (1928)
- Povestea călătoriilor (1982)
- Povestea de iarnă (2010)
- Povestea dragostei (1976)
- Povestirile piticului Bimbo (1970)
- Povestea porcului (film) (1985)
- Poveste ca-n basme, O / Poveste obisnuita, O (1959)
- Poveste colorata, O (1960)
- Poveste cu ursuleți, O (1953)
- Poveste de cartier (2008)
- Poveste dintr-o noapte de luna (1959)
- Poveste sentimentala (1961)
- Poveste trista (1939)
- Povestiri din lumea Marii Negre (1962)

## r
- Prea cald pentru luna mai (1983)
- Prea mic pentru un război atât de mare (1969)
- Prea tineri pentru riduri (1982)
- Prea târziu (1996)
- Preludiu (1969)
- Preludiul olimpic (1957)
- Premiera (film) (1976)
- Preria (film) (1968) (TV)
- Prețioasele Ridicole (1973) (Teatru)
- Pretutindeni muncesc oameni (1963)
- Prieten (film) (1971)
- Prieteni de vatră veche (1970)
- Prieteni fără grai (1969)
- Prietenii (film) (1971)
- Prietenii vieții (1958)
- Prietenul meu Max (1965)
- Principii de viață (2011)
- Prima dragoste / Chemarea dragostei (1932)
- Prima melodie (1958)
- Primăvara (film) (1954)
- Primăvara bobocilor (1985)
- Primăvară obișnuită (1962)
- Primele semne (1956)
- Primii pași ai lui Ionica (1959)
- Primul tur de manivelă (1972)
- Prin cenușa imperiului (1976)
- Printre colinele verzi (1971)
- Printre lebede și baloane (1965)
- Printre pelicani (1962)
- Printre tineri (1971)
- Prințul negru (1988) (TV)
- Privește înainte cu mânie (1993)
- Pro patria (1993)
- Proba de microfon (1980)
- Probleme personale (1981)
- Procesul alb (1965)
- Profetul, aurul și ardelenii (1978)
- Profilaxia gripei (1969)
- Project W (2004)
- Promisiuni (1985)
- Proprietarii (1973)
- Proprietarii de stele (2001)
- Prostia omenească (1968)
- Proverbe ilustrate (1927)
- Pruncul, petrolul și ardelenii (1981)

## u
- Pui de șoimi (1953)
- Puii în primejdie (1969)
- Punct și de la capăt (1987)
- Punctul zero (1996)
- Punga cu libelule (1980)
- Pupăza din tei (1965)
- Pupăza din tei (1986)
- Puricele (film) (1995) (Teatru)
- Puștiul (1962)
- Puterea iubirii (2008)
- Puterea pâinii (1961)
- Puterea și adevărul (1971)